# FIA Hill Climb Masters
Il FIA Hill Climb Masters è una cronoscalata automobilistica biennale organizzata dalla FIA in diverse sedi alla fine della stagione. Creata nel 2014, essa riunisce in un unico evento i migliori piloti della specialità e prevede l'assegnazione di medaglie per ciascuna categoria e la Nations Cup.

## Storia
La prima edizione si è tenuta nel 2014 ad Eschdorf (Lussemburgo) sul tracciato che annualmente ospita la European Hill Race. In seguito il Consiglio Mondiale della FIA tenutosi a dicembre dello stesso anno ha deciso di trasformare l'evento in biennale.
Così nel 2016 si è disputata la seconda edizione nella Repubblica Ceca a Šternberk, sfruttando la prima parte del tracciato della cronoscalata Ecce Homo Sternberk valida per il Campionato Europeo della Montagna. Gubbio è stata invece scelta per l'edizione 2018, con la partenza spostata più avanti rispetto a quella consueta adoperata nel Trofeo Luigi Fagioli.
Nel 2020 la città portoghese di Braga avrebbe dovuto ospitare l'evento su un tratto della Rampa da Falperra, anch'essa prova del CEM, ma a causa della pandemia di COVID-19 la FIA ha rinviato la gara al 10 ottobre 2021.

## Regolamento

### Piloti ammessi
Sulla base delle classifiche finali o provvisorie (se a tre settimane dall'evento i vari campionati non si sono ancora conclusi) dei campionati internazionali e nazionali dell'anno corrente, possono partecipare i piloti classificati:
- tra i primi 12 nella Categoria 1 o 2 del Campionato Europeo della Montagna;
- tra i primi 12 nella Categoria 1, 2 o 3 del FIA International Hill Climb Cup;
- tra i primi 3 del FIA Central European Zone;
- tra i primi 5 di una Categoria del proprio campionato nazionale;
- tra i primi 3 di un gruppo del proprio campionato nazionale (oppure al primo posto se vi sono meno di sei classificati).

Se però uno o più piloti che soddisfano i primi due criteri si qualificano anche a livello nazionale, la federazione nazionale può chiedere alla FIA di ammettere un numero corrispondente di piloti aggiuntivi, selezionati nell'ordine della classificazione nazionale. Ciascuna federazione nazionale può poi designare il miglior Under 25 e la migliore pilota donna, a condizione che nessun altro pilota di età inferiore ai 25 anni e/o donna già soddisfi uno dei criteri di idoneità. Inoltre la Commissione Salita della FIA può rilasciare delle wild-card per quei piloti che non rientrano nei requisiti di classificazione, ma hanno comunque conseguito dei risultati eccellenti durante la loro carriera.

### Classificazione delle vetture
Fino al 2016, le vetture ammesse erano suddivise in tre categorie. La Categoria 1 "Production Cars" rispecchiava fedelmente quella del Campionato Europeo e del FIA International Hill Climb Cup, includendo le vetture di Gruppo N, A, S20 (Super 2000, R4 e R5) e GT (GT3 e RGT insieme); la Categoria 2 "Competition Cars", quella delle vetture che lottano per l'assoluta, era anch'essa analoga a quella di entrambi i campionati continentali, con la partecipazione delle E2-SH (silhouette), E2-SC (prototipi biposto), CN (prototipi con motore Gruppo N, nel 2014 inclusi nella E2-SC) ed E2-SS (monoposto); la Categoria 3 "Open" invece raggruppava le E1 (turismo preparate) e tutte le vetture che non rispettano la regolamentazione internazionale FIA, divise in OpTCGT (turismo e GT), OpSC (prototipi) ed OpSS (monoposto). Successivamente nel 2018 le OpSC e le OpSS sono state confluite nella nuova Categoria 4 "Open - Competition Cars" imponendo quindi la modifica della denominazione della Categoria 3 in "Open - Production Cars". Dal 2021 poi, con l'introduzione del Performance Factor che classifica le vetture turismo e GT in funzione delle loro prestazioni, la Categoria 1 viene suddivisa in cinque gruppi con l'eliminazione di quelli precedenti, mentre la Categoria 3 viene identificata da un unico gruppo OpTCGT riservato a coloro che non hanno mai partecipato ad una competizione FIA, nazionale o di zona in uno dei cinque nuovi gruppi nel corso dell'anno; inoltre nella Categoria 2 viene cancellato il gruppo E2-SH, le cui vetture ora gareggiano nella Categoria 1.
| Categoria   | 2014   | 2016   | 2018   | 2021   |
| ----------- | ------ | ------ | ------ | ------ |
| Categoria 1 | Gr.N   | Gr.N   | Gr.N   | Gr.5   |
| Categoria 1 | Gr.N   | Gr.N   | Gr.N   | Gr.4   |
| Categoria 1 | Gr.A   | Gr.A   | Gr.A   | Gr.3   |
| Categoria 1 | S20    | S20    | S20    | Gr.2   |
| Categoria 1 | GT     | GT     | GT     | Gr.1   |
| Categoria 2 | E2-SH  | E2-SH  | E2-SH  | CN     |
| Categoria 2 | E2-SC  | CN     | CN     | E2-SC  |
| Categoria 2 | E2-SC  | E2-SC  | E2-SC  | E2-SC  |
| Categoria 2 | E2-SS  | E2-SS  | E2-SS  | E2-SS  |
| Categoria 3 | E1     | E1     | E1     | OpTCGT |
| Categoria 3 | OpTCGT | OpTCGT | E1     | OpTCGT |
| Categoria 3 | OpSC   | OpSC   | OpTCGT | OpTCGT |
| Categoria 3 | OpSS   | OpSS   | OpTCGT | OpTCGT |
| Categoria 4 | -      | -      | OpSC   | OpSC   |
| Categoria 4 | -      | -      | OpSS   | OpSS   |

## Svolgimento della manifestazione
L'evento ha inizio il venerdì con le verifiche sportive e tecniche, a cui segue la cerimonia di presentazione dei piloti e delle nazioni in gara. Il sabato hanno luogo due manches di prove ufficiali (tre dal 2021), con le quali i piloti possono familiarizzare con il tracciato di gara. La domenica infine si disputa la gara in tre manches, con la classifica finale che viene redatta per ogni categoria sulla base del miglior tempo realizzato; in caso di parità, fa fede il secondo miglior tempo conseguito nella giornata. Al primo, al secondo e al terzo vengono assegnate medaglie d'oro, d'argento e di bronzo.
In aggiunta a quelle individuali, viene compilata anche una classifica riservata alle nazioni (Nations Cup): ciascuna è composta da quattro piloti selezionati dalla propria federazione che designa anche un capitano, responsabile del coordinamento e della comunicazione tra i piloti della squadra, la federazione stessa e gli organizzatori. In questo caso la classifica viene redatta prendendo in considerazione per ciascun pilota della squadra lo scarto più piccolo tra i tempi registrati in gara (esclusi quelli superiori del 130% del miglior tempo di gruppo); queste differenze di tempo poi vengono sommate ad esclusione di quella più alta, e a vincere è la nazione con la differenza totale più bassa. Anche in questo caso alle prime tre squadre vengono assegnate medaglie d'oro, d'argento e di bronzo.
È prevista inoltre l'assegnazione di trofei speciali riservati al migliore Under 25 e alla vincitrice della classifica femminile.

## Albo d'oro
| Anno | Luogo     | Cat.        | Oro               | Argento                 | Bronzo            |
| ---- | --------- | ----------- | ----------------- | ----------------------- | ----------------- |
| 2014 | Eschdorf  | Categoria 1 | Yanick Bodson     | Jaromir Maly            | Nicolas Werver    |
| 2014 | Eschdorf  | Categoria 2 | Eric Berguerand   | Simone Faggioli         | David Hauser      |
| 2014 | Eschdorf  | Categoria 3 | Nicolas Schatz    | Scott Moran             | Will Hall         |
| 2014 | Eschdorf  | Nations Cup | Italia            | Svizzera                | Austria           |
| 2016 | Šternberk | Categoria 1 | Lucio Peruggini   | Philippe Schmitter Frey | Nicolas Werver    |
| 2016 | Šternberk | Categoria 2 | Simone Faggioli   | Christian Merli         | Sebastien Petit   |
| 2016 | Šternberk | Categoria 3 | Scott Moran       | Trevor Willis           | Wallace Menzies   |
| 2016 | Šternberk | Nations Cup | Slovacchia        | Svizzera                | Austria           |
| 2018 | Gubbio    | Categoria 1 | Lucio Peruggini   | Marco Iacoangeli        | Luca Gaetani      |
| 2018 | Gubbio    | Categoria 2 | Christian Merli   | Simone Faggioli         | Sebastien Petit   |
| 2018 | Gubbio    | Categoria 3 | Roger Schnellmann | Michal Ratajczyk        | Szymon Lukaszczyk |
| 2018 | Gubbio    | Categoria 4 | Will Hall         | Scott Moran             | Trevor Willis     |
| 2018 | Gubbio    | Nations Cup | Lussemburgo       | Italia                  | Slovenia          |
| 2021 | Braga     | Categoria 1 | Szymon Lukaszczyk | Michal Ratajczyk        | Daniel Stawiarski |
| 2021 | Braga     | Categoria 2 | Christian Merli   | Simone Faggioli         | Petr Trnka        |
| 2021 | Braga     | Categoria 3 | Reto Meisel       | Damien Bradley          | Sarah Bernard     |
| 2021 | Braga     | Categoria 4 | Geoffrey Schatz   | Alex Summers            | Wallace Menzies   |
| 2021 | Braga     | Nations Cup | Francia           | Slovacchia              | Belgio            |